# 内灘大橋
内灘大橋（うちなだおおはし）は、石川県河北郡内灘町の河北潟放水路に架けられている斜張橋。愛称はサンセットブリッジ内灘（サンセットブリッジうちなだ）。

## 概要
2001年（平成13年）9月16日に開通した斜張橋で、石川県道162号高松内灘線の沿線に位置する。内灘大橋は河北潟に飛来する白鳥と石川県の冬の風物詩である雪吊をイメージしている。
日本海側で唯一多色のカラー照明によるライトアップを採用し、季節によって照明の色を変えている。そのため、金沢市街地からもその姿を眺めることができ、新たな観光地として注目を集めている。
2009年にはNPO法人地域活性化支援センターから恋人の聖地としての認定を受けた。また、認定を記念して内灘大橋が見渡せる内灘町総合公園に、「幸せへの鐘」とモニュメント「ダブルハート」が2010年に設置されている。

## 経緯
1960年代から金沢市のベッドタウンとして発展してきた内灘町は1968年（昭和43年）に河北潟の浸水対策として建設された放水路によって町域が南北に分断され、内灘町の南北を行き来するには急カーブの道路と急勾配の坂道を利用せざるを得なくなった。人口増加に伴い、内灘町中心部と北部とのアクセス改善策として、橋の建設が町民の念願となっていた。
内灘町は交通の不便を解消するために内灘大橋を1992年より事業着手し、1996年に橋脚工事を開始。約88億円をかけて2001年に竣工し開通となった。また、当時内灘町には観光地が少なく、町のランドマークとするため、内灘大橋の開通と同時にライトアップも実施することになった。

## 構造
- 橋脚構造 - 3径間連続PC斜張橋
- 全長 - 344.0m
- 支間割 - 86m + 172m + 86m
- 主塔高 - 95.5m
- 有効幅員 - 16.5m（車道6.5m + 歩道3.5m × 2）
- 工期 - 5年
- 工費 - 88億8千万円[1]